# Saison 4 de Henry Danger
Chronologie
Saison 3 Saison 5
Cet article présente les épisodes de la quatrième saison de la série télévisée américaine Henry Danger diffusée du 21 octobre 2017 au 20 octobre 2018 sur Nickelodeon.
En France, la quatrième saison est diffusée du 3 novembre 2018 au 11 mai 2019 sur Nickelodeon France.

## Distribution

### Acteurs principaux
- Jace Norman (VF : Gauthier de Fauconval) : Henry Hart / Kid Danger
- Cooper Barnes (VF : Nicolas Matthys) : Raymond « Ray » Manchester / Captain Man
- Sean Ryan Fox (VF : Bruno Borsu) : Jasper Dunlop
- Riele Downs (VF : Elsa Poisot) : Charlotte
- Ella Anderson (VF : Nancy Phillipot) : Piper Hart

### Acteurs récurrents
- Jeffrey Nicholas Brown (VF : Marc Weiss) : Jake Hart, père de Henry
- Kelly Sullivan (VF : Maia Baran) : Siren Hart, mère de Henry
- Joe Kaprielian (VF : Thibaut Delmotte) : Sidney
- Matthew Zhang (VF : Illyas Mettioui) : Oliver
- Michael D. Cohen (VF : Peppino Capotondi) : Schwoz Schwartz
- Maeve Tomalty (VF : Claire Tefnin) : Bianca

### Acteurs spéciaux
- Cree Cicchino (VFB : Shérine Seyad) : Babe
- Madisyn Shipman (en) (VFB : Elsa Poisot) : Kenzie
- Benjamin Flores Jr. (VFB : Raphaëlle Bruneau) : Triple G
- Thomas Kuc (VFB : Thibaut Delmotte) : Hudson
- Kel Mitchell (VFB : Erwin Grünspan) : Double G

## Épisodes

### Épisode 1:Le malade espionné
- États-Unis : 21 octobre 2017 sur Nickelodeon
- France : 3 novembre 2018 sur Nickelodeon France

- États-Unis : 1,41 million de téléspectateurs[1] (première diffusion)

- Jeffrey Nicholas Brown : Jake
- Michael D. Cohen : Schwoz

### Épisode 2:Bysh VS Charlotte
- États-Unis : 4 novembre 2017 sur Nickelodeon
- France : 3 novembre 2018 sur Nickelodeon France

- États-Unis : 1,68 million de téléspectateurs[2] (première diffusion)

- Michael D. Cohen : Schwoz
- Marisa Baram : Bysh
- Carrie Barrett : Mary
- Jill Benjamin : Miss Shapen
- Winston Story : Trent

### Épisode 3:Le challenge boîte à cailloux
- États-Unis : 11 novembre 2017 sur Nickelodeon
- France : 10 novembre 2018 sur Nickelodeon France

- États-Unis : 1,52 million de téléspectateurs[3] (première diffusion)

- Carrie Barrett : Mary
- Jill Benjamin : Miss Shapen
- David Pressman : Dr Skurvy
- Winston Story : Trent
- Matthew Zhang : Oliver

### Épisodes 4,5 et 6:Danger Games
- États-Unis : 25 novembre 2017 sur Nickelodeon
- France : 1er décembre 2018 sur Nickelodeon France

- États-Unis : 1,91 million de téléspectateurs[4] (première diffusion)

- Jeffrey Nicholas Brown : Jake
- Kelly Sullivan : Kris
- Michael D. Cohen : Schwoz
- Shel Bailey : Ruthless
- Bubba Ganter : Bunny
- Mike Ostroski : Dr Minyak
- Amber Bela Muse : Nurse Cohort
- Carrie Barrett : Mary
- Kayla Madison : Jana
- Victoria Oscar : Bubs Dixon
- Winston Story : Trent

Invité special : Snoop Dogg

### Épisode 7:Animé par l'Aventure
- États-Unis : 15 janvier 2018 sur Nickelodeon
- France : 19 mai 2018 sur Nickelodeon France

- États-Unis : 1,41 million de téléspectateurs[5] (première diffusion)

- Jeffrey Nicholas Brown : Jake
- Michael D. Cohen : Schwoz
- Carrie Barrett : Mary
- Jonathan Chase : Brian Bender
- Matthew Downs : Nate
- Matthew Zhang : Oliver

Invité spécial : Shaun White

### Épisode 8:Rencontre Romantique
- États-Unis : 10 février 2018 sur Nickelodeon
- France : 27 avril 2019 sur Nickelodeon France

- États-Unis : 1,47 million de téléspectateurs[6] (première diffusion)

- Luca Alexander : Jackson Kregger

### Épisodes 9 et 10:Retour vers le danger
Première partie :
- États-Unis : 24 mars 2018 sur Nickelodeon
- France : 10 novembre 2018 sur Nickelodeon France

Deuxième partie :
- États-Unis : 31 mars 2018 sur Nickelodeon
- France : 17 novembre 2018 sur Nickelodeon France

Première partie :
- États-Unis : 1,72 million de téléspectateurs[7] (première diffusion)

Deuxième partie :
- États-Unis : 1,24 million de téléspectateurs[8] (première diffusion)

- Michael D. Cohen : Schwoz
- Carrie Barrett : Mary
- Winston Story : Trent
- Tommy Walker : Drex
- Kale Culley : Le vieux Ray

### Épisode 11:Coupures budgétaires
- États-Unis : 7 avril 2018 sur Nickelodeon
- France : 6 avril 2019 sur Nickelodeon France

- États-Unis : 1,25 million de téléspectateurs[9] (première diffusion)

- Jeffrey Nicholas Brown : Jake
- Michael D. Cohen : Schwoz
- Timothy Brennen : Vice Major Willard
- Abbie Cobb : Cassie

### Épisode 12:La voleuse de diamants
- États-Unis : 14 avril 2018 sur Nickelodeon
- France : 20 avril 2019 sur Nickelodeon France

- États-Unis : 1,06 million de téléspectateurs[10] (première diffusion)

- Michael D. Cohen : Schwoz
- Lizze Broadway : Heather
- Martin Garcia : Jerome

### Épisode 13:Sur la route
- États-Unis : 28 avril 2018 sur Nickelodeon
- France : 17 novembre 2018 sur Nickelodeon France

- États-Unis : 1,09 million de téléspectateurs[11] (première diffusion)

- Jeffrey Nicholas Brown : Jake
- Michael D. Cohen : Schwoz

### Épisode 14:Bambin-destructible
- États-Unis : 5 mai 2018 sur Nickelodeon
- France : 20 avril 2019 sur Nickelodeon France

- États-Unis : 1,17 million de téléspectateurs[12] (première diffusion)

- Michael D. Cohen : Schwoz
- Ben Giroux : The Toddler

### Épisode 15:Captain Man-kini
- États-Unis : 12 mai 2018 sur Nickelodeon
- France : 4 mai 2019 sur Nickelodeon France

- États-Unis : 1,10 million de téléspectateurs[13] (première diffusion)

- Frankie Grande : Frankini
- Michael D. Cohen : Schwoz
- Zoran Korach : Goomer
- Dawson Fletcher : Go-Bro

### Épisode 16:La feinte du samedi soir
- États-Unis : 19 mai 2018 sur Nickelodeon
- France : 13 avril 2019 sur Nickelodeon France

- États-Unis : 1,05 million de téléspectateurs[14] (première diffusion)

- Jeffrey Nicholas Brown : Jake
- Kelly Sullivan : Kris
- Michael D. Cohen : Schwoz
- Katlyn Carlson : Lacey
- Charlie Farrell : Roger

### Épisode 17:Le problème de frittle de Henry
- États-Unis : 22 septembre 2018 sur Nickelodeon
- France : 13 avril 2019 sur Nickelodeon France

- États-Unis : 1,02 million de téléspectateurs[15] (première diffusion)

- Jeffrey Nicholas Brown : Jake
- Kelly Sullivan : Kris
- Alec Mapa : Jack Frittleman

### Épisode 18:L'orthographe c'est pas facile!
- États-Unis : 29 septembre 2018 sur Nickelodeon
- France : 27 avril 2019 sur Nickelodeon France

- États-Unis : 0,92 million de téléspectateurs[16] (première diffusion)

- Michael D. Cohen : Schwoz
- Carrie Barrett : Mary
- Mike Ostroski : Dr Minyak
- Winston Story : Trent

### Épisode 19:Par l’escalier
- États-Unis : 6 octobre 2018 sur Nickelodeon
- France : 4 mai 2019 sur Nickelodeon France

- États-Unis : 0,87 million de téléspectateurs[17] (première diffusion)

- Michael D. Cohen : Schwoz
- Jason Rogel : Morgan Maykew

### Épisode 20:Canard en plastoc
- États-Unis : 13 octobre 2018 sur Nickelodeon
- France : 6 avril 2019 sur Nickelodeon France

- États-Unis : 1,17 million de téléspectateurs[18] (première diffusion)

- Kelly Sullivan : Kris
- Jeffrey Nicholas Brown : Jake
- Matthew Zhang : Oliver

### Épisodes 21 et 22:Super Bataille
- États-Unis : 17 novembre 2018 sur Nickelodeon
- France : 11 mai 2019 sur Nickelodeon France

- États-Unis : 1,13 million de téléspectateurs[19] (première diffusion)

- Kelly Sullivan : Kris
- Jeffrey Nicholas Brown : Jake
- Carrie Barrett : Mary
- Eddie Davenport : Stainless Steve
- Ryan Grassmeyer : Jeff
- Matthew Kimbrough : Farmer Gunch
- Jim Mahoney : Joey
- Arnie Pantoja : Mark
- Winston Story : Trent

Invité spécial : Jerry Trainor : Joey